# Варшавская полицейская газета
Варшавская полицейская газета издавалась с 1845 по 1915 год в Варшаве на польском языке, нося название: «Warszawska Gazeta Policyjna», а с 1 июля 1868 г. на двух языках: на польском и на русском.
Редактором с этого времени был Матюшкин, а с конца 1870-х гг. до 1890 — А. А. Бенземан; с 1890 — H. Рогов, а с 1891 года, начиная с № 157 — Ф. Томилов.
Прекратила своё существование в 1915 году.